# Vera Komisova
Vera Jakovlevna Komisova, da nubile Nikitina (in russo Вера Яковлевна Комисова?; Leningrado, 11 giugno 1953), è un'ex ostacolista e velocista sovietica, vincitrice della medaglia d'oro nei 100 metri ostacoli e dell'argento nella staffetta 4×100 metri ai Giochi olimpici di Mosca 1980.
Fu poi sesta agli Europei 1982, sempre nei 100 metri ostacoli.

## Palmarès
| Anno | Manifestazione  | Sede         | Evento   | Risultato | Prestazione | Note            |
| ---- | --------------- | ------------ | -------- | --------- | ----------- | --------------- |
| 1979 | Europei indoor  | Vienna       | 60 m hs  | 4ª        | 8"13        |                 |
| 1980 | Europei indoor  | Sindelfingen | 60 m hs  | 5ª        | 8"07        |                 |
| 1980 | Giochi olimpici | Mosca        | 100 m hs | Oro       | 12"56       | Record olimpico |
| 1980 | Giochi olimpici | Mosca        | 4×100 m  | Argento   | 42"10       |                 |
| 1982 | Europei         | Atene        | 100 m hs | 6ª        | 12"92       |                 |